# Poule C de la Coupe du monde de rugby à XV 2019
La poule C de la Coupe du monde de rugby à XV 2019, qui se dispute au Japon du 20 septembre au 2 novembre 2019, comprend cinq équipes dont les deux premières se qualifient pour les quarts de finale de la compétition. Conformément au tirage au sort effectué le 10 mai 2017 à Kyoto, les équipes d'Angleterre (Chapeau 1), de France (Chapeau 2), d'Argentine (Chapeau 3), des États-Unis (Chapeau 4) et des Tonga (Chapeau 5) composent ce groupe C.

## Classement
| Rang | Pays       | J | V | N | D | Em | Ee | Bo | Bd | Pm  | Pe  | Diff | Pts |
| ---- | ---------- | - | - | - | - | -- | -- | -- | -- | --- | --- | ---- | --- |
| 1    | Angleterre | 4 | 3 | 1 | 0 | 17 | 2  | 3  | 0  | 119 | 20  | +99  | 17  |
| 2    | France     | 4 | 3 | 1 | 0 | 9  | 5  | 1  | 0  | 79  | 51  | +28  | 15  |
| 3    | Argentine  | 4 | 2 | 0 | 2 | 14 | 13 | 2  | 1  | 106 | 91  | +15  | 11  |
| 4    | Tonga      | 4 | 1 | 0 | 3 | 9  | 13 | 1  | 1  | 67  | 105 | -38  | 6   |
| 5    | États-Unis | 4 | 0 | 0 | 4 | 7  | 23 | 0  | 0  | 52  | 156 | -104 | 0   |

|  | Qualifiés pour les quarts de finale et pour la Coupe du monde 2023 (n° 1 & n° 2) |
|  | Éliminé mais qualifié pour la Coupe du monde 2023 (n°3)                          |

## Les matches

### France - Argentine
Homme du match :  Gaël Fickou
Points marqués :

France :
- 2 essais de Fickou (18e) et Dupont (22e)
- 2 transformations de Ntamack (19e, 23e)
- 2 pénalités de Ntamack (30e, 41e)
- 1 drop de Lopez (70e)

Argentine : 
- 2 essais de Petti Pagadizábal (42e) et Montoya (54e)
- 1 transformation de Sánchez (43e)
- 3 pénalités de Sanchez (15e) et Urdapilleta (61e, 69e)

Évolution du score : 0-3, 7-3, 14-3, 17-3, 20-3, mt, 20-10, 20-15, 20-18, 20-21, 23-21
Arbitre :  Angus Gardner
Touche :  Jaco Peyper /  Brendon Pickerill
Vidéo :  Marius Jonker
Résumé : La France en reconstruction affronte l'autre prétendant à la seconde place (L’Angleterre semblant intouchable dans ce groupe) : l'Argentine. Le début de match est à l'avantage des Pumas qui profitent d'une pénalité de Nicolàs Sanchez au quart d'heure de Jeu, pour ouvrir le score. A peine trois minutes plus tard, sur une action au large, Virimi Vakatawa élimine son vis à vis argentin d'un terrible cadrage débordement, et envoie Gael Fickou sur orbite. Romain Ntamack passe la transformation en coin et la France mène alors au score 7-3. Dans la foulée, sur une action un peu confuse,  jouée en petit coté, Virimi Vakatawa transmet après contact à Maxime Medard, qui décale Damian Penaud qui déborde et donne à Antoine Dupond qui aplatit en coin. Romain Ntamack, transforme et la France fait le Break 14-3. Dans les dix dernières minutes de la première mi temps la France alourdit le score par deux pénalités transformées par Romain Ntamack, auteur d'un 4/5 au pied. La France rentre au vestiaire avec un avantage de 17 points : 20-3.
La seconde mi temps est totalement inversée. Les Pumas reviennent bien plus fort dans le match et marquent un essai, 19 secondes seulement après le coup d'envoi. Sur une touche à cinq mètres amenant un ballon porté, Guido Petti aplatit le ballon dans l'en-but et permet à son équipe de revenir à 20-10 après la transformation de Nicolàs Sanchez. Une dizaine de minutes plus tard l'Argentine marque un deuxième essai quasiment identique par l’intermédiaire du talonneur entrant Julian Montoya. Non transformé, l'Argentine n'est plus qu'à 5 points de l'équipe de France : 20-15. Passé l'heure du jeu, Benjamin Urdapiletta, l'ouvreur rentrant, évoluant à Castres, marque deux pénalités (61ème et 69ème) et permet à son équipe de reprendre l'avantage d'un petit point 20-21.
Pratiquement sur le renvoi, la France accélère. Elle pilonne les défenseurs Argentins à l'entrée de leurs 22M . Antoine Dupont éjecte alors le ballon pour Camille Lopez, tout juste entré en jeu, qui claque un drop des 35m. La France repasse devant 23-21, promettant ainsi aux spectateurs un fin de match haletante. A quatre minutes de la fin du match, sur une pénalité légèrement excentrée, Romain Ntamack signe son premier et seul échec du match, laissant le XV de France à deux petits points des Pumas. A moins de deux minutes du coup de sifflet final, c'est cette fois l'Argentine qui à l'occasion de repasser devant. A pratiquement 50m, légèrement sur la gauche, l'arrière argentin Emiliano Boffelli, buteur longue distance de son équipe, dévie et ne permet pas à son équipe de reprendre l'avantage. Le score ne bougera plus. Auteure d'une brillante première mi-temps, mais d'une seconde période beaucoup plus compliquée, la France s'impose finalement 23-21, posant ainsi une sérieuse option sur la qualification en quart de finale. L'Argentine quant à elle semble être condamnée à un exploit contre l’Angleterre ou espérer un faux pas du XV de France contre les deux autres adversaire de la poule : Les États-Unis et les Tonga. Les Pumas empochent tout de même un point de bonus défensif, qui pourrait s’avérer crucial dans une course à la qualification d'ores et déjà compromise.
| France · Titulaires · 15 Maxime Médard 60e · 14 Damian Penaud 67e · 13 Gaël Fickou 18e · 12 Virimi Vakatawa · 11 Yoann Huget · 10 Romain Ntamack · 9 Antoine Dupont 22e 72e · 8 Grégory Alldritt 60e · 7 Charles Ollivon · 6 Wenceslas Lauret · 5 Sébastien Vahaamahina · 4 Arthur Iturria 54e · 3 Rabah Slimani 46e · 2 Guilhem Guirado 46e · 1 Jefferson Poirot 67e · Remplaçants · 16 Camille Chat 46e · 17 Cyril Baille 67e · 18 Demba Bamba 46e · 19 Bernard Le Roux 54e · 20 Louis Picamoles 60e · 21 Maxime Machenaud 72e · 22 Camille Lopez 67e · 23 Thomas Ramos 60e · Entraîneur · Jacques Brunel |  | Argentine · Titulaires · Emiliano Boffelli 15 · Matías Moroni 14 · Matías Orlando 13 · Jerónimo de la Fuente 12 · 45e Ramiro Moyano 11 · 56e Nicolás Sánchez 10 · Tomás Cubelli 9 · 60e Javier Ortega Desio 8 · Marcos Kremer 7 · Pablo Matera 6 · 63e Tomás Lavanini 5 · 42e Guido Petti Pagadizábal 4 · 51e Juan Figallo 3 · 50e Agustín Creevy 2 · 63e Nahuel Tetaz Chaparro 1 · Remplaçants · 50e 54e Julián Montoya 16 · 63e Mayco Vivas 17 · 51e Santiago Medrano 18 · 63e Matías Alemanno 19 · 60e Tomás Lezana 20 · Felipe Ezcurra 21 · 56e Benjamín Urdapilleta 22 · 45e Santiago Carreras 23 · Entraîneur · Mario Ledesma |

### Angleterre -Tonga
Homme du match :  Manu Tuilagi
Points marqués :

Angleterre :
- 4 essais de Tuilagi (25e, 32e), George (58e) et Cowan-Dickie (78e)
- 3 transformations de Farrell (34e, 59e, 79e)
- 3 pénalités de Farrell (12e, 38e, 44e)

Tonga : 
- 1 pénalité de Takulua (16e)

Évolution du score : 3-0, 3-3, 8-3, 15-3, 18-3, mt, 21-3, 28-3, 35-3
Arbitre :  Paul Williams
Touche :  Mathieu Raynal /  Shuhei Kubo 
Vidéo :  Ben Skeen 
Résumé : Grande favorite de cette poule de la mort, l'Angleterre débute sa compétition face aux Tonga. Sérieuse, elle ouvre le score par la botte d'Owen Farrell avant que les Tongiens égalisent. À la suite d'une mêlée peu avant la demi-heure de jeu, l'Angleterre fait parler sa puissance et marque le premier essai par son 3/4 centre Manu Tuilagi. La transformation est ratée, mais cinq minutes plus tard ce même Manu Tuilagi profite d'un très bon travail de son ailier Johnny May et marque le deuxième essai de son équipe. Après la transformation ainsi qu'une pénalité de Farrell, l'Angleterre mène à la mi temps 18 - 3. Dès le retour de la mi temps, l'Angleterre marque 3 points de plus par le pied de Farrell et mène 21-3. Après plus d'un quart d'heure de domination stérile, l'Angleterre s'en remet une nouvelle fois à sa puissance et marque son troisième essai sur un ballon porté. Le score n'évolue plus et à 5 minutes de la fin du match, bien que les îliens faiblissent, l'Angleterre ne tient toujours pas son point de bonus offensif. 
Mais finalement à 3 minutes de la fin de match, le talonneur remplaçant Luke Cowan-Dickie profite de trous béants dans une défense tongienne exténuée pour marquer le dernier essai anglais amenant ainsi le bonus offensif. L'Angleterre s'impose 35 - 3, et s'empare finalement du bonus offensif. Puissante, et sérieuse l'Angleterre marque une victoire en demi-teinte. Favorits du groupe et sérieux prétendants au titre, les joueurs de la couronne semblent avoir éprouvé le plus grand mal à prendre le point de bonus offensif. 
Toutefois, en y parvenant ils envoient un message fort aux concurrents de leurs groupe. Les Tongas quant à eux ne ramènent rien de leur courageuse prestation. 
| Angleterre · Titulaires · 15 Elliot Daly · 14 Anthony Watson · 13 Manu Tuilagi 25e, 32e · 12 Owen Farrell · 11 Jonny May 52e · 10 George Ford 68e · 9 Ben Youngs 56e · 8 Billy Vunipola · 7 Sam Underhill 55e · 6 Tom Curry · 5 Maro Itoje · 4 Courtney Lawes 56e · 3 Kyle Sinckler 58e · 2 Jamie George 57e 58e · 1 Joe Marler 50e · Remplaçants · 16 Luke Cowan-Dickie 58e 77e · 17 Ellis Genge 50e · 18 Dan Cole 58e · 19 George Kruis 56e · 20 Lewis Ludlam 55e · 21 Willi Heinz 56e · 22 Henry Slade 53e · 23 Jonathan Joseph 68e · Entraîneur · Eddie Jones |  | Tonga · Titulaires · David Halaifonua 15 · 40e Atieli Pakalani 14 · Siale Piutau 13 · Cooper Vuna 12 · Viliami Lolohea 11 · 50e Kurt Morath 10 · 61e Sonatane Takulua 9 · 58e Ma'ama Vaipulu 8 · Zane Kapeli 7 · Sione Kalamafoni 6 · 72e Leva Fifita 5 · Sam Lousi 4 · 50e Ben Tameifuna 3 · 61e Sosefo Sakalia 2 · 63e Siegfried Fisi'ihoi 1 · Remplaçants · 61e Siua Maile 16 · 63e Latu Talakai 17 · 50e Ma'afu Fia 18 · 72e Daniel Faleafa 19 · 58e Nasi Manu 20 · 61e Leon Fukofuka 21 · 50e James Faiva 22 · 40e Nafi Tuitavake 23 · Entraîneur · Toutai Kefu |

### Angleterre - États-Unis
Homme du match : George Ford 
Points marqués :
 Angleterre : 
- 7 essais de Ford (6e), Vunipola (25e), Cowan-Dickie (33e), Cokanasiga (48e, 76e), McConnochie (58e) et Ludlam (67e)
- 5 transformations de Ford (7e, 26e, 60e, 68e, 77e)

 États-Unis : 
- 1 essai de Campbell (81e)
- 1 transformation de MacGinty (82e).

Évolution du score : 5-0, 7-0, 12-0, 14-0, 19-0, mt, 24-0, 29-0, 31-0, 36-0, 38-0, 43-0, 45-0, 45-5, 47-5.
Arbitre : Nic Berry 
Touche : Paul Williams  / Federico Anselmi 
Vidéo : Ben Skeen 
| Angleterre · Titulaires · 15 Elliot Daly · 14 Ruaridh McConnochie 58e 61e · 13 Jonathan Joseph · 12 Piers Francis 50e · 11 Joe Cokanasiga 48e 76e · 10 George Ford 6e · 9 Willi Heinz 50e · 8 Billy Vunipola 25e 40e · 7 Lewis Ludlam 67e · 6 Tom Curry · 5 George Kruis · 4 Joe Launchbury 50e · 3 Dan Cole 40e · 2 Luke Cowan-Dickie 33e 69e · 1 Joe Marler 40e · Remplaçants · 16 Jack Singleton 69e · 17 Ellis Genge 40e · 18 Kyle Sinckler 40e · 19 Courtney Lawes 50e · 20 Mark Wilson 40e · 21 Ben Youngs 50e · 22 Owen Farrell 50e · 23 Anthony Watson 61e · Entraîneur · Eddie Jones |  | États-Unis · Titulaires · 43e 53e 77e Will Hooley 15 · Blaine Scully 14 · Marcel Brache 13 · 61e Paul Lasike 12 · 63e 77e Martin Iosefo 11 · AJ MacGinty 10 · 50e Shaun Davies 9 · Cam Dolan 8 · 70e John Quill 7 · 61e Tony Lamborn 6 · 50e Nick Civetta 5 · Ben Landry 4 · 43e Titi Lamositele 3 · 60e Joe Taufete'e 2 · 3e David Ainu'u 1 · Remplaçants · 60e Dylan Fawsitt 16 · 3e Olive Kilifi 17 · 43e Paul Mullen 18 · 50e Greg Peterson 19 · 61e Hanco Germishuys 20 · 50e Ruben de Haas 21 · 61e 81e Bryce Campbell 22 · 43e 53e 63e Mike Te'o 23 · Entraîneur · Gary Gold |

### Argentine - Tonga
Homme du match :
Points marqués :
 Argentine :
- 4 essais de Montoya 6e, 16e, 25e ; Carreras 29e
- 4 transformations de Urdapilleta.

 Tonga :
- 2 essais de Veainu 29e, 65e
- 1 transformation de Takulua 31e.

Évolution du score : 7-0, 14-0, 21-0, 28-0, 28-7, mt, 28-12.
Arbitre : Jaco Peyper 
À noter que lors de ce match, les Tongiens alignent un pack de 1 002 kg.
| Argentine · Titulaires · 15 Emiliano Boffelli · 14 Matías Moroni · 13 Matías Orlando 67e · 12 Jerónimo de la Fuente · 11 Santiago Carreras 20e · 10 Benjamín Urdapilleta 55e · 9 Tomás Cubelli 73e · 8 Tomás Lezana · 7 Marcos Kremer · 6 Pablo Matera 45e · 5 Tomás Lavanini 55e · 4 Guido Petti · 3 Juan Figallo 45e · 2 Julián Montoya 6e, 16e, 25e 45e · 1 Nahuel Tetaz Chaparro 45e · Remplaçants · 16 Agustín Creevy 45e · 17 Mayco Vivas 45e · 18 Santiago Medrano 45e · 19 Matías Alemanno 55e · 20 Javier Ortega Desio 45e · 21 Felipe Ezcurra 73e · 22 Nicolás Sánchez 55e · 23 Bautista Delguy 67e · Entraîneur · Mario Ledesma |  | Tonga · Titulaires · 74e 30e, 66e Telusa Veainu 15 · 43e Viliami Lolohea 14 · Malietoa Hingano 13 · 14e 25e Siale Piutau 12 · David Halaifonua 11 · James Faiva 10 · 66e Sonatane Takulua 9 · Ma'ama Vaipulu 8 · 53e Zane Kapeli 7 · 66e Sione Kalamafoni 6 · Leva Fifita 5 · Sam Lousi 4 · 40e Ben Tameifuna 3 · 53e Paula Ngauamo 2 · 67e Siegfried Fisi'ihoi 1 · Remplaçants · 53e Sosefo Sakalia 16 · 67e Vunipola Fifita 17 · 40e Ma'afu Fia 18 · 66e Steve Mafi 19 · 53e Fotu Lokotui 20 · 66e Leon Fukofuka 21 · 74e Latiume Fosita 22 · 14e 25e 43e Cooper Vuna 23 · Entraîneur · Toutai Kefu |

### France - États-Unis
Homme du match :
Points marqués :
 France :
- 5 essais de Huget 5e, Raka 23e, Fickou 63e, Serin 66e, Poirot 78e
- 4 transformations de Ramos 7e, Lopez 67e, 70e, 80e.

 États-Unis :
- 3 pénalités de MacGinty 18e, 30e, 64e.

Évolution du score : 7-0, 7-3, 12-3, 12-6, mt, 12-9, 19-9, 26-9, 33-9.
Arbitre : Ben O'Keeffe 
| France · Titulaires · 15 Thomas Ramos 57e · 14 Alivereti Raka 24e · 13 Sofiane Guitoune · 12 Gaël Fickou 67e · 11 Yoann Huget 6e · 10 Camille Lopez 76e · 9 Maxime Machenaud 22e 65e · 8 Louis Picamoles · 7 Yacouba Camara · 6 Arthur Iturria 65e · 5 Paul Gabrillagues · 4 Bernard Le Roux 57e · 3 Emerick Setiano 45e · 2 Camille Chat 40e · 1 Cyril Baille 45e · Remplaçants · 16 Guilhem Guirado 40e · 17 Jefferson Poirot 45e 79e · 18 Rabah Slimani 45e · 19 Sébastien Vahaamahina 57e · 20 Grégory Alldritt 65e · 21 Baptiste Serin 65e 70e · 22 Romain Ntamack 76e · 23 Maxime Médard 57e · Entraîneur · Jacques Brunel |  | États-Unis · Titulaires · Mike Te'o 15 · Blaine Scully 14 · Marcel Brache 13 · Bryce Campbell 12 · 72e Martin Iosefo 11 · 78e AJ MacGinty 10 · 54e Shaun Davies 9 · Cam Dolan 8 · Hanco Germishuys 7 · 58e Tony Lamborn 6 · Nick Civetta 5 · 69e Nate Brakeley 4 · 54e Titi Lamositele 3 · 65e Joe Taufete'e 2 · 69e Eric Fry 1 · Remplaçants · 65e Dylan Fawsitt 16 · 69e Olive Kilifi 17 · 54e Paul Mullen 18 · 69e Greg Peterson 19 · 58e Ben Pinkelman 20 · 54e Ruben de Haas 21 · 78e Will Magie 22 · 72e Thretton Palamo 23 · Entraîneur · Gary Gold |

### Argentine - Angleterre
Homme du match : Underhill 
Points marqués :
 Argentine :
- 1 essai Moroni 70e
- 1 transformation Boffelli
- 1 pénalité Urdapilleta 6e.

 Angleterre :
- 6 essais May 8e, Daly 35e, Youngs 40e, G Ford 44e, Nowell 73e, Cowan-Dickie 79e
- 3 transformation Farrell 46e, 75e, 80e
- 1 pénalité Farrell 53e.

Évolution du score : 3-0, 3-5, 3-10, 3-15, mt, 3-22, 3-25, 10-25, 10-32, 10-39
Arbitre : Nigel Owens 
Touche : 
Vidéo : 
| Angleterre · Titulaires · 15 Elliot Daly 35e · 14 Anthony Watson 69e · 13 Manu Tuilagi · 12 Owen Farrell · 11 Jonny May 9e · 10 George Ford 45e 69e · 9 Ben Youngs 40e 47e · 8 Billy Vunipola 40e · 7 Sam Underhill · 6 Tom Curry · 5 George Kruis 55e · 4 Maro Itoje · 3 Kyle Sinckler 63e · 2 Jamie George 65e · 1 Joe Marler 63e · Remplaçants · 16 Luke Cowan-Dickie 65e 80e · 17 Mako Vunipola 63e · 18 Dan Cole 63e · 19 Courtney Lawes 55e · 20 Lewis Ludlam 40e · 21 Willi Heinz 47e · 22 Henry Slade 69e · 23 Jack Nowell 69e 74e · Entraîneur · Eddie Jones |  | Argentine · Titulaires · Emiliano Boffelli 15 · 71e Matías Moroni 14 · 56e Matías Orlando 13 · Jerónimo de la Fuente 12 · Santiago Carreras 11 · 61e Benjamín Urdapilleta 10 · 59e Tomás Cubelli 9 · 49e Javier Ortega Desio 8 · Marcos Kremer 7 · Pablo Matera 6 · 19e Tomás Lavanini 5 · 54e Guido Petti 4 · 49e Juan Figallo 3 · 49e Julián Montoya 2 · 49e Nahuel Tetaz Chaparro 1 · Remplaçants · 49e Agustín Creevy 16 · 49e Mayco Vivas 17 · 49e Santiago Medrano 18 · 54e Matías Alemanno 19 · 49e Tomás Lezana 20 · 59e Felipe Ezcurra 21 · 61e Lucas Mensa 22 · 66e Bautista Delguy 23 · Entraîneur · Mario Ledesma |

### France - Tonga
Homme du match : Raka 
Points marqués :
 France
- 2 essais Vakatawa 5e, Raka 31e
- 2 transformations R Ntamack 6e, 33e
- 3 pénalités R Ntamack 3e, 51e, 59e.

 Tonga
- 3 essais Takulua 39e, Hingano 46e, Kapeli 78e
- 3 transformations Takulua 40e, 48e, Fosita 79e.

Évolution du score : 3-0, 10-0, 17-0, 17-7, mt, 17-14, 20-14, 23-14, 23-21.
Arbitre : Nic Berry 
| France · Titulaires · 15 Maxime Médard · 14 Damian Penaud · 13 Virimi Vakatawa 6e 67e · 12 Sofiane Guitoune · 11 Alivereti Raka 32e · 10 Romain Ntamack 67e · 9 Baptiste Serin 54e · 8 Grégory Alldritt 62e · 7 Charles Ollivon · 6 Wenceslas Lauret · 5 Sébastien Vahaamahina 53e · 4 Paul Gabrillagues · 3 Rabah Slimani 53e · 2 Camille Chat 60e · 1 Jefferson Poirot 53e · Remplaçants · 16 Guilhem Guirado 60e · 17 Cyril Baille 53e · 18 Emerick Setiano 53e · 19 Bernard Le Roux 53e · 20 Yacouba Camara 62e · 21 Antoine Dupont 54e · 22 Camille Lopez 67e · 23 Pierre-Louis Barassi 67e · Entraîneur · Jacques Brunel |  | Tonga · Titulaires · Telusa Veainu 15 · Cooper Vuna 14 · 47e Malietoa Hingano 13 · Siale Piutau 12 · 67e David Halaifonua 11 · 67e James Faiva 10 · 60e 40e Sonatane Takulua 9 · 60e Ma'ama Vaipulu 8 · 79e Zane Kapeli 7 · Sione Kalamafoni 6 · 61e 70e Leva Fifita 5 · 72e Sam Lousi 4 · 40e Ma'afu Fia 3 · 57e 62e Paula Ngauamo 2 · 65e Siegfried Fisi'ihoi 1 · Remplaçants · 57e 62e Sosefo Sakalia 16 · 65e Vunipola Fifita 17 · 40e Siua Halanukonuka 18 · 61e 70e 72e Daniel Faleafa 19 · 62e Nasi Manu 20 · 60e Leon Fukofuka 21 · 67e Latiume Fosita 22 · 67e Atieli Pakalani 23 · Entraîneur · Toutai Kefu |

### Argentine - États-Unis
Homme du match :
- Juan Cruz Mallía

Points marqués :
 Argentine :
- 7 essais de Sánchez 19e; Tuculet 25e, 35e ; Mallía 44e, 48e ; De la Fuente 57e ; Bertranou 71e
- 6 transformations de Sánchez 21e, 25e, 45e, 49e, 57e ; Urdapilleta 72e.

 États-Unis :
- 3 essais de Scully 39e, 80e ; Lasike 60e
- 1 transformation de MacGinty 61e.

Évolution du score : 7-0, 14-0, 19-0, 19-5, mt, 26-5, 33-5, 40-5, 40-12, 47-12 47-17.
Arbitre : Paul Williams 
| Argentine · Titulaires · 15 Joaquín Tuculet 25e, 35e · 14 Bautista Delguy · 13 Juan Cruz Mallía 44e, 48e · 12 Jerónimo de la Fuente 57e 61e · 11 Santiago Carreras · 10 Nicolás Sánchez 19e 60e · 9 Felipe Ezcurra 57e · 8 Rodrigo Bruni · 7 Juan Manuel Leguizamón · 6 Pablo Matera 50e · 5 Matías Alemanno · 4 Guido Petti 58e · 3 Santiago Medrano 53e · 2 Julián Montoya 53e · 1 Nahuel Tetaz Chaparro 53e · Remplaçants · 16 Agustín Creevy 53e · 17 Mayco Vivas 53e · 18 Enrique Pieretto 53e · 19 Marcos Kremer 50e · 20 Tomás Lezana 58e · 21 Gonzalo Bertranou 57e 71e · 22 Benjamín Urdapilleta 60e · 23 Matías Moroni 61e · Entraîneur · Mario Ledesma |  | États-Unis · Titulaires · 50e Mike Te'o 15 · 39e, 80e Blaine Scully 14 · Bryce Campbell 13 · 60e 3e 8e Paul Lasike 12 · Marcel Brache 11 · 73e AJ MacGinty 10 · 60e Ruben de Haas 9 · Cam Dolan 8 · Hanco Germishuys 7 · 57e Tony Lamborn 6 · Greg Peterson 5 · 57e Nate Brakeley 4 · 50e Titi Lamositele 3 · 50e Joe Taufete'e 2 · 50e Eric Fry 1 · Remplaçants · 50e Dylan Fawsitt 16 · 50e Olive Kilifi 17 · 50e Paul Mullen 18 · 57e Ben Landry 19 · 57e Ben Pinkelman 20 · 60e Nate Augspurger 21 · 50e Will Hooley 22 · 3e 8e 73e Martin Iosefo 23 · Entraîneur · Gary Gold |

### Angleterre - France
La rencontre est annulée en raison des fortes intempéries dues au passage du typhon Hagibis sur le Japon, et le score retenu est 0-0.

### États-Unis - Tonga
Homme du match :  Siale Piutau
Points marqués :

États-Unis :
- 3 essais de Te'o (21e, 26e), Lamborn (77e)
- 2 transformations de Farrell (22e, 78e)

Tonga : 
- 4 essais de Fisi'ihoi (17e), Hingano (58e), Piutau (62e), Veainu (80e)
- 4 transformations de Takulua (19e, 60e), Faiva (64e), Piutau (80e)
- 1 pénalité de Takulua (16e)

Évolution du score : 0-7, 7-7, 12-7, mt, 12-10, 12-17, 12-24, 19-24, 19-31
Arbitre :  Wayne Barnes
| États-Unis · Titulaires · 15 Will Hooley · 14 Blaine Scully 20e · 13 Bryce Campbell · 12 Paul Lasike · 11 Marcel Brache · 10 AJ MacGinty · 9 Ruben de Haas 66e · 8 Cam Dolan 52e · 7 Malon Al-Jiboori 66e · 6 Tony Lamborn 77e · 5 Nick Civetta · 4 Greg Peterson 46e · 3 Titi Lamositele 46e · 2 Joe Taufete'e 73e 58e · 1 Eric Fry 19e · Remplaçants · 16 James Hilterbrand 73e · 17 Olive Kilifi 19e · 18 Paul Mullen 46e · 19 Ben Landry 46e · 20 Hanco Germishuys 52e · 21 Ben Pinkelman 66e · 22 Nate Augspurger 66e · 23 Mike Te'o 20e 21e, 26e · Entraîneur · Gary Gold |  | Tonga · Titulaires · 80e Telusa Veainu 15 · Atieli Pakalani 14 · 58e Malietoa Hingano 13 · 62e Siale Piutau 12 · 49e Viliami Lolohea 11 · 76e James Faiva 10 · 60e Sonatane Takulua 9 · Ma'ama Vaipulu 8 · 60e Zane Kapeli 7 · Sione Kalamafoni 6 · 76e Leva Fifita 5 · Sam Lousi 4 · 45e Siua Halanukonuka 3 · 76e Paula Ngauamo 2 · 66e 17e Siegfried Fisi'ihoi 1 · Remplaçants · 76e Siua Maile 16 · 66e Vunipola Fifita 17 · 45e Ma'afu Fia 18 · 76e Daniel Faleafa 19 · 60e Nasi Manu 20 · 60e Leon Fukofuka 21 · 76e Latiume Fosita 22 · 49e David Halaifonua 23 · Entraîneur · Toutai Kefu |